# Eunidia rothkirchi
Eunidia rothkirchi är en skalbaggsart som beskrevs av Stefan von Breuning 1954. Eunidia rothkirchi ingår i släktet Eunidia och familjen långhorningar. Inga underarter finns listade i Catalogue of Life.